# Pavilon Werkbund
Pavilon Werkbund existoval v roce 1928 na Brněnském výstavišti. Byl vybudován pro výstavu soudobé kultury v Československu. Nacházel se v místech dnešní severní části pavilonu V, u hlavní výstavní třídy, která spojuje Pavilon A a Pavilon Z. Architektem stavby byl Vinzenz Baier, profesor Německé vysoké školy technické v Brně.
Architektonicky vysoce hodnotný pavilon byl umístěn naproti Pavilonu národního školství, obklopen byl řadou novinových stánků a stromů. Z hlavní budovy vystupovala tři křídla; dvě směrem k hlavní výstavní třídě a třetí v ose budovy do zadního průčelí. Nápadným prvkem budovy bylo prosklené atrium, které z přední části přecházelo v prosklenou stěnu v průčelí budovy. Uvnitř se nacházela expozice německého spolku Werkbund v Československu.
Pavilon byl zničen během druhé světové války a v 50. letech 20. století byly na jeho místě vybudovány nové pavilony.